# Чернушка (приток Лупьи)

Чернушка — река в России, протекает в Омутнинском районе Кировской области. Устье реки находится в 93 км по левому берегу реки Лупья. Длина реки составляет 22 км. В 4,4 км от устья принимает слева реку Бизенка.
Исток реки на Верхнекамской возвышенности в 22 км к северо-востоку от села Залазна. Рядом берёт начало река Осиновка. Река течёт на северо-восток по ненаселённому заболоченному лесному массиву. Кроме Бизенки притоков с именами не имеет. Впадает в Лупью у нежилого посёлка Химик (Леснополянское сельское поселение).

## Данные водного реестра
По данным государственного водного реестра России относится к Камскому бассейновому округу, водохозяйственный участок реки — Кама от истока до водомерного поста у села Бондюг, речной подбассейн реки — бассейны притоков Камы до впадения Белой. Речной бассейн реки — Кама.
По данным геоинформационной системы водохозяйственного районирования территории РФ, подготовленной Федеральным агентством водных ресурсов:
- Код водного объекта в государственном водном реестре — 10010100112111100000689
- Код по гидрологической изученности (ГИ) — 111100068
- Код бассейна — 10.01.01.001
- Номер тома по ГИ — 11
- Выпуск по ГИ — 1